# بنی مراد
بنی مراد (به عربی: بنی مراد) یک شهرداری در الجزایر است که در استان البلیده واقع شده‌است. بنی مراد ۲۱٬۴۵۷ نفر جمعیت دارد.